# Spokane
Spokane ([spoʊˈkæn]IPA) je město na severozápadě Spojených států nacházející se ve státě Washington. Zároveň se jedná o největší a správní město okresu Spokane County a metropolitní centrum regionu Inland Northwest. Město leží na stejnojmenné řece Spokane ve východní části Washingtonu a nachází se 180 km jižně od kanadské hranice, zhruba 32 km od státní hranice mezi Washingtonem a Idahem a 436 km východně od Seattlu.
K roku 2008 žilo ve městě 202 319 obyvatel, díky čemuž se jedná o druhé největší město státu Washington a čtvrté největší v pacifickém severozápadě (větší jsou Seattle, Portland v Oregonu a Boise v Idahu).

## Historie

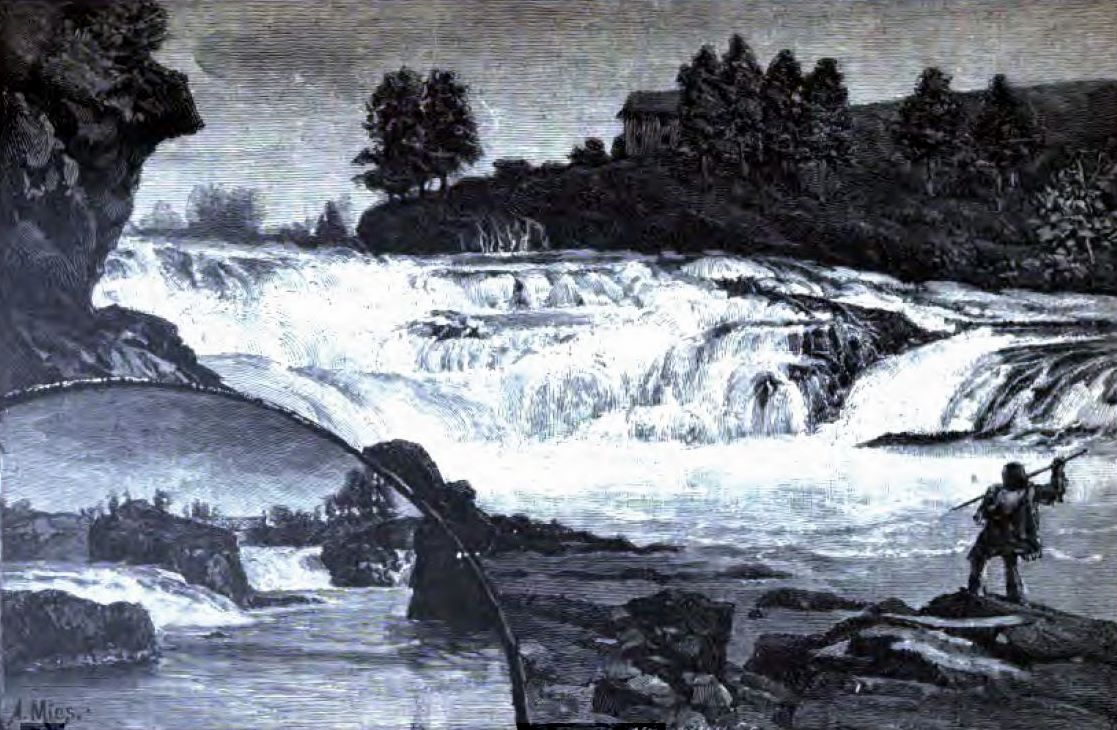
Spokane Falls v roce 1888

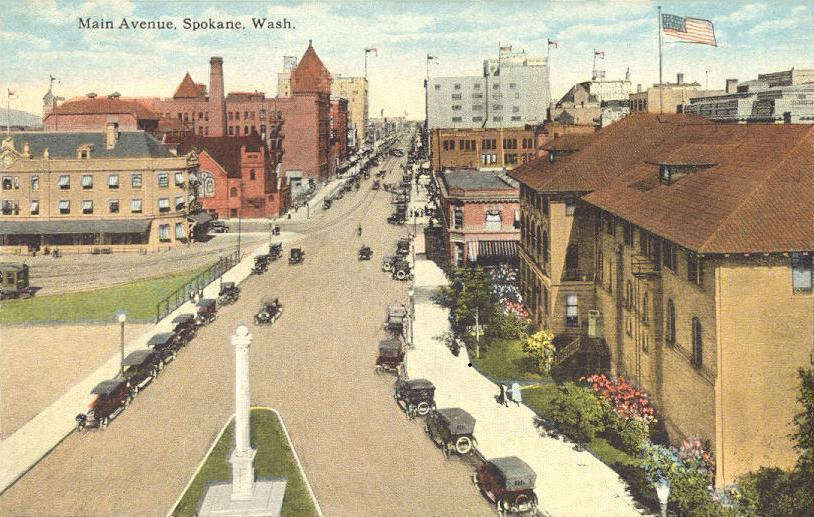
Hlavní třída ca. 1920

Vodopády ve Spokane v severozápadních Spojených státech byly po tisíce let místem setkávání mnoha kultur. Domorodí obyvatelé oblasti se zde usadili kvůli úrodným loveckým pozemkům a hojnosti lososů v řece Spokane. Indiáni z kmene Spokane (v jazyce kmene "děti Slunce" nebo "sluneční lidé"), po kterém je město pojmenováno, se považují za přímé potomky původních lovců-sběračů kteří se v oblasti usadili před 10 tisíci let, nebo potomci kmenů, kteří se stěhovali ze severu do oblasti z Velké planiny. Prvním Evropanem, který prozkoumal vnitrozemský severozápad, byl kanadský průzkumník-geograf David Thompson, který pracoval v Severozápadní společnosti . Na soutoku Little Spokane a Spokane postavili Thompsonovi muži novou osadu pro obchodování s kožešinami, která byla prvním dlouhodobým evropským osídlením ve státě Washington.
První američtí osadníci se zde usadili v roce 1871 a založili zde pilu. O dva roky později od nich pilu, obydlí a pozemky koupili dva oregonští obchodníci, kteří poznali strategickou hodnotu území kolem řeky Spokane a jejích vodopádů, James N. Glover a Jasper Matheney, kteří jsou považováni za zakladatele Spokane. Věděli, že Severopacifická železniční společnost obdržela vládní koncesi na vybudování hlavní trati přes tuto oblast. V roce 1880 byla založena Fort Spokane cca 90 km severozápadně od jejich pozemků na soutoku řek Columbia a Spokane, aby chránila stavbu železnice a nové území pro americké usídlení. Železnice byla dokončena v roce 1881 a začala do oblasti přivážet nové osadníky. James N. Glover se stal úspěšným podnikatelem a starostou města a později se mu začalo říkat "otec Spokane".
S tím, jak postupně železniční síť houstla, stalo se Spokane komerčním centrem vnitrozemského severozápadu. Bylo to jedno z nejdůležitějších železničních center v západních Spojených státech. Spokane hostilo první ekologicky zaměřený světový veletrh Expo '74 a bylo tehdy nejmenším městem, které kdy uspořádalo světový veletrh. S klesajícími cenami stříbra, dřeva a zemědělské produkce začala městská ekonomika slábnout a s tím i význam města. Spokane se stále pokouší o přechod na ekonomiku více orientovanou na služby . Výstavbou několika nových budov v posledních letech oživilo centrum města.

## Klima
| Spokane (1991-2020) – podnebí             | Spokane (1991-2020) – podnebí | Spokane (1991-2020) – podnebí | Spokane (1991-2020) – podnebí | Spokane (1991-2020) – podnebí | Spokane (1991-2020) – podnebí | Spokane (1991-2020) – podnebí | Spokane (1991-2020) – podnebí | Spokane (1991-2020) – podnebí | Spokane (1991-2020) – podnebí | Spokane (1991-2020) – podnebí | Spokane (1991-2020) – podnebí | Spokane (1991-2020) – podnebí | Spokane (1991-2020) – podnebí |
| Období                                    | leden                         | únor                          | březen                        | duben                         | květen                        | červen                        | červenec                      | srpen                         | září                          | říjen                         | listopad                      | prosinec                      | rok                           |
| ----------------------------------------- | ----------------------------- | ----------------------------- | ----------------------------- | ----------------------------- | ----------------------------- | ----------------------------- | ----------------------------- | ----------------------------- | ----------------------------- | ----------------------------- | ----------------------------- | ----------------------------- | ----------------------------- |
| Nejvyšší teplota [°C]                     | 16,7                          | 17,2                          | 23,3                          | 32,2                          | 36,1                          | 42,8                          | 42,2                          | 42,2                          | 36,7                          | 30,6                          | 21,1                          | 15,6                          | 42,8                          |
| Průměrné měsíční maximum [°C]             | 9,0                           | 10,6                          | 17,2                          | 23,3                          | 28,9                          | 32,5                          | 36,4                          | 36,1                          | 31,8                          | 23,7                          | 13,6                          | 8,9                           | 37,3                          |
| Průměrné denní maximum [°C]               | 1,4                           | 4,2                           | 9,2                           | 13,8                          | 19,5                          | 23,2                          | 29,1                          | 28,8                          | 23,1                          | 14,3                          | 5,7                           | 1,0                           | 14,4                          |
| Průměrná teplota [°C]                     | −1,3                          | 0,5                           | 4,4                           | 8,3                           | 13,3                          | 16,8                          | 21,7                          | 21,3                          | 16,2                          | 8,8                           | 2,4                           | −1,6                          | 9,2                           |
| Průměrné denní minimum [°C]               | −4,1                          | −3,2                          | −0,3                          | 2,8                           | 7,2                           | 10,4                          | 14,2                          | 13,7                          | 9,2                           | 3,3                           | −0,9                          | −4,3                          | 4,0                           |
| Průměrné měsíční minimum [°C]             | −15,3                         | −12,3                         | −7,5                          | −3,1                          | 0,4                           | 4,6                           | 7,7                           | 7,6                           | 1,9                           | −4,9                          | −9,9                          | −13,8                         | −19,4                         |
| Nejnižší teplota [°C]                     | −34,4                         | −31,1                         | −23,3                         | −10,0                         | −4,4                          | 0,6                           | 2,8                           | 1,7                           | −5,6                          | −13,9                         | −29,4                         | −31,7                         | −34,4                         |
| Průměrné srážky [mm]                      | 50,0                          | 36,6                          | 46,5                          | 31,8                          | 39,4                          | 29,7                          | 10,7                          | 11,9                          | 14,7                          | 34,8                          | 52,3                          | 59,4                          | 417,8                         |
| Maximální srážky [mm]                     | 126,0                         | 142,7                         | 115,8                         | 100,8                         | 145,0                         | 130,0                         | 60,2                          | 53,8                          | 141,7                         | 158,2                         | 148,6                         | 130,3                         | 662,2                         |
| Sněžení [cm]                              | 31,2                          | 19,8                          | 9,9                           | 1,8                           | 0,3                           | 0                             | 0                             | 0                             | 0,3                           | 1,3                           | 15,7                          | 35,1                          | 115,3                         |
| Dní se srážkami                           | 14,2                          | 10,9                          | 11,8                          | 10,3                          | 9,7                           | 7,8                           | 4,0                           | 3,2                           | 4,7                           | 8,9                           | 13,4                          | 13,8                          | 112,7                         |
| Dní se sněžením                           | 9,5                           | 5,7                           | 4,0                           | 1,0                           | 0,3                           | 0                             | 0                             | 0                             | 0,1                           | 0,3                           | 4,3                           | 9,5                           | 34,7                          |
| Relativní vlhkost [%]                     | 82,5                          | 79,1                          | 70,3                          | 61,0                          | 58,2                          | 53,9                          | 44,0                          | 45,0                          | 53,9                          | 66,6                          | 82,7                          | 85,5                          | 65,2                          |
| Slunečných hodin                          | 78,3                          | 118,0                         | 199,3                         | 242,3                         | 296,7                         | 322,8                         | 382,4                         | 340,4                         | 271,2                         | 191,0                         | 73,8                          | 59,1                          | 2 575,3                       |
| Sluneční svit [%]                         | 28                            | 41                            | 54                            | 59                            | 63                            | 68                            | 79                            | 77                            | 72                            | 57                            | 26                            | 22                            | 54                            |
| Zdroj: Národní úřad pro oceán a atmosféru |                               |                               |                               |                               |                               |                               |                               |                               |                               |                               |                               |                               |                               |

## Slavní rodáci
- David Eddings (1931–2009), americký spisovatel fantasy literatury
- Craig T. Nelson (* 1944), americký herec a stand-up komik
- Ryan Lewis (* 1988), americký hudební producent, hudebník a DJ
- Sydney Sweeney (* 1997), americká herečka a modelka

## Partnerská města
- Cagli, Itálie

- Čečchon, Jižní Korea
- Limerick, Irsko

- Nišinomija, Japonsko
- San Luís Potosí, Mexiko
- Ťi-lin, Čínská lidová republika